# سامانه سازگار پیچیده
سامانه‌های سازگار پیچیده (Complex adaptive systems) به دسته‌ای خاص از سامانه‌های پیچیده گفته می‌شود که صفات سازگار بودن را هم دارا می باشند. این سیستمها دارای دو مشخصه پیچیدگی و تطبیق پذیری هستند. مراد از پیچیدگی در این سیستم‌ها، پیچیدگی در رفتار می‌باشد که معادله انگلیسی کلمه Complex است. برای اولین بار پروفسور جان هنری هلند و  پروفسور موری جلمن این این گونه از سیستم‌ها را معرفی کردند که البته با نام نظریه پیچیدگی نیز شناخته می‌شود. یک مثال عینی از این سیستم‌ها سیستم ترافیک است. دکتر هلند پیشنهاد کرد که این سیستم‌ها می‌توانند توسط عمل‌های مستقل مدل‌سازی و تحلیل شوند. هدف نهایی در تحلیل سیستم‌هایی پیچده تشخیص انواع پدیدارگی در آن‌ها است.